# Lira da braccio
La lira da braccio ou lyra de bracio (chez Michael Prætorius) – littéralement « lyre de bras » – est un instrument à cordes et à archet de la Renaissance européenne, probablement dérivé de la vièle. Son nom italien, lira, est dû à la volonté des humanistes italiens de la Renaissance de relier l'instrument à l'Antiquité. 
Pratiquée par les poètes de cour du Nord de l'Italie, aux XVe et XVIe siècles, pour la récitation de la poésie lyrique, elle est jouée par Léonard de Vinci, Marsile Ficin et Pic de la Mirandole. L'accompagnement du chant passe ensuite à la lira da gamba ou lirone, plus grave. En concurrence avec l’émergence du madrigal, puis avec le luth et le violon, l'instrument disparaît rapidement après 1540 et totalement au milieu du XVIIe siècle.
De nos jours, le répertoire est joué, entre autres, par Frédéric Martin, Baptiste Romain et Nicolas Sansarlat.

## Description

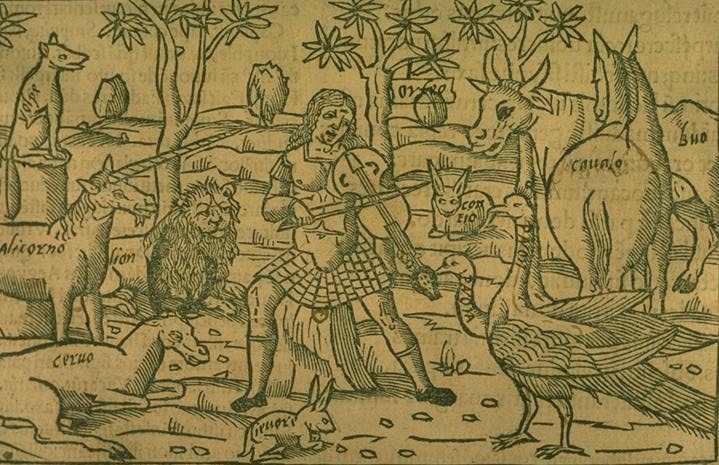
Orphée apprivoise les animaux sauvages en jouant la lira da braccio (gravure pour les Métamorphoses d'Ovide illustrées par R. Regius, Venise 1513).

L'instrument est utilisé par les poètes-musiciens de cour italiens pendant le XVe et le XVIe siècle pour accompagner leurs récitations improvisées de la poésie lyrique (du grec lyrikós : relatif au jeu de la lyre, accompagné de la lyre) et narrative. Il est très étroitement lié à la vièle médiévale et, comme elle, possède un chevillier en forme de feuille ou de cœur, les chevilles positionnées vers l'avant. Les instruments pourvus de cordes en bourdon apparaissent au commencement du IXe siècle (lyra dite byzantine), et poursuivent leur développement jusqu'au XVIe siècle. Dans de nombreuses représentations, l'instrument est joué par un ensemble d'anges ou, supposé antique, par des personnages mythologiques, tels Orphée et Apollon, mais aussi le roi David, Homère ou des Muses. La lira da braccio était occasionnellement utilisée en groupe, particulièrement dans l’intermedio (en), et peut avoir agi comme un instrument proto-continuo. Son timbre est « doux et plaisant ».
La lira da braccio est dessinée essentiellement comme un violon, mais avec une touche plus large et un chevalet plat (à la différence des violes) qui permet un jeu en accords. Elle est dotée généralement de sept cordes : cinq sonnant comme au violon, avec une corde grave supplémentaire (ainsi : ré – sol – ré’ – la’ – mi) et deux cordes passant au-delà de la touche, qui ne sont pas jouées, servent de bourdon et sonnent normalement en octaves. Son fond est plat. Seuls dix instruments ont été conservés, tous du XVIe siècle.

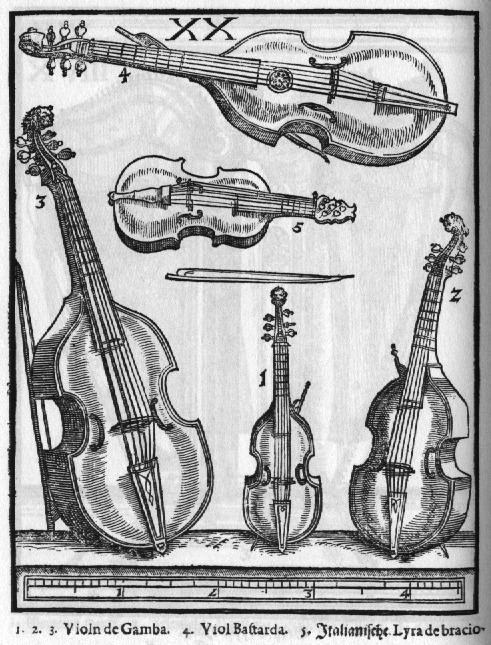
Page du Syntagma musicum (1620), de Michael Prætorius. La lira (no 5) est au centre, entourée des violes.

Michael Prætorius, dans Syntagma musicum, montre l'instrument avec frettes, bien qu'il soit le seul à le faire. De même, bien que Praetorius représente la lyra da braccio avec diverses « viola da gamba », l'instrument est joué sur l'épaule, comme le laisse entendre son nom, faisant référence au bras, ou braccio en italien. La grande touche et le chevalet plat, ainsi que les cordes fortement incurvées, facilitent le jeu en accords. D'après les quelques traités et les compositions qui survivent, il semble que la lira da braccio ait été jouée en triples et quadruples cordes. L'interprète étant quelque peu limité en termes de renversements jouables, on pense que les cordes aiguës étaient utilisées pour la mélodie et les cordes graves pour le jeu en accords. En outre, on pense que lorsqu'il accompagnait le chant, l'instrument était joué dans le registre plus aigu que la voix du chanteur. 
Finalement, à la fin du XVIe siècle une version basse, avec frettes, de la lira da braccio avec plus de cordes a été développée : le lirone, aussi connu comme lira da gamba, qui est joué « da gamba » (ou sur les jambes – comme la viole ou le violoncelle), le remplace dans son rôle d'accompagnement vocal.

## Histoire

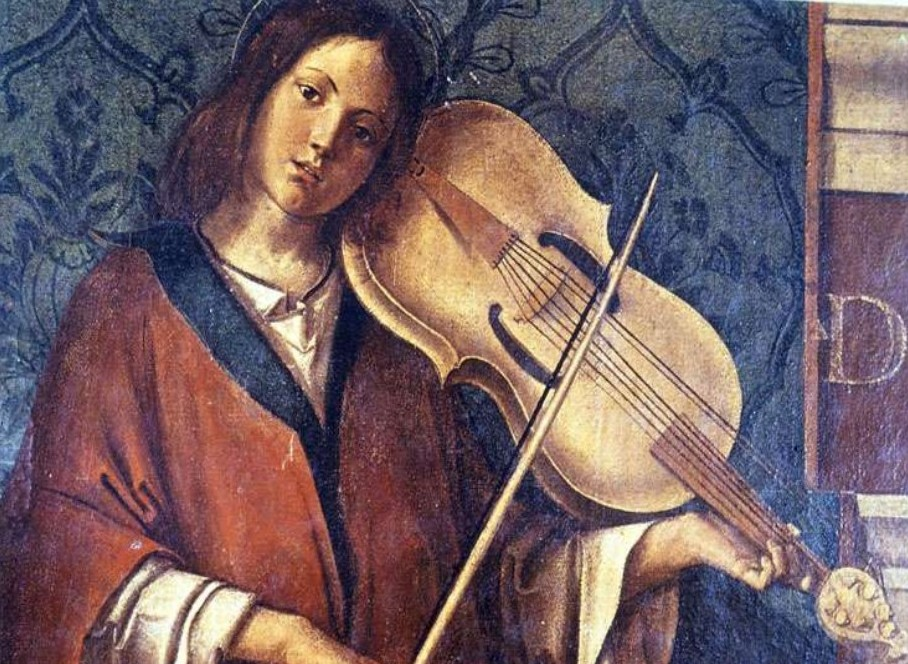
Joueur de lira da braccio, par Bartolomeo Cincani vers 1500.

L'utilisation du terme lira (ou lyra) pour décrire les instruments à cordes avec archet apparaît au IXe siècle, comme une application du terme lyre (grec : λύρα - lūrā), instrument à cordes à archet de l'Antiquité, lyra (lūrā) de l'Empire byzantin, équivalent du rabâb utilisé à la même époque dans l'empire d'Islam. Le géographe persan du IXe siècle, Ibn Khordadbeh († 911), dans son analyse lexicographique des instruments, cite la Lyra comme un instrument typique des Byzantins, avec l'urghun (l'orgue), shilyani (probablement un type de harpe ou de lyre) et le salandj. La lyra byzantine se répand à travers l'Europe vers l'ouest et aux XIe et XIIe siècles, les écrivains européens utilisent les termes de violon et de lire indifféremment pour désigner les instruments à archet. Au cours des siècles suivants, l'Europe a continué à avoir deux types distincts d'instruments à archet : l'un, de forme relativement carrée, le plus souvent tenu à bras, qui devient le violon ou la famille de la viola da braccio ; l'autre, avec une forme d'épaules tombantes et, plus souvent, tenu entre les genoux, était la famille de la viole ou viola da gamba. À la Renaissance, les gambes étaient des instruments importants et élégants ; ils ont finalement perdu du terrain sur la famille du violon, à l'origine moins aristocratique.

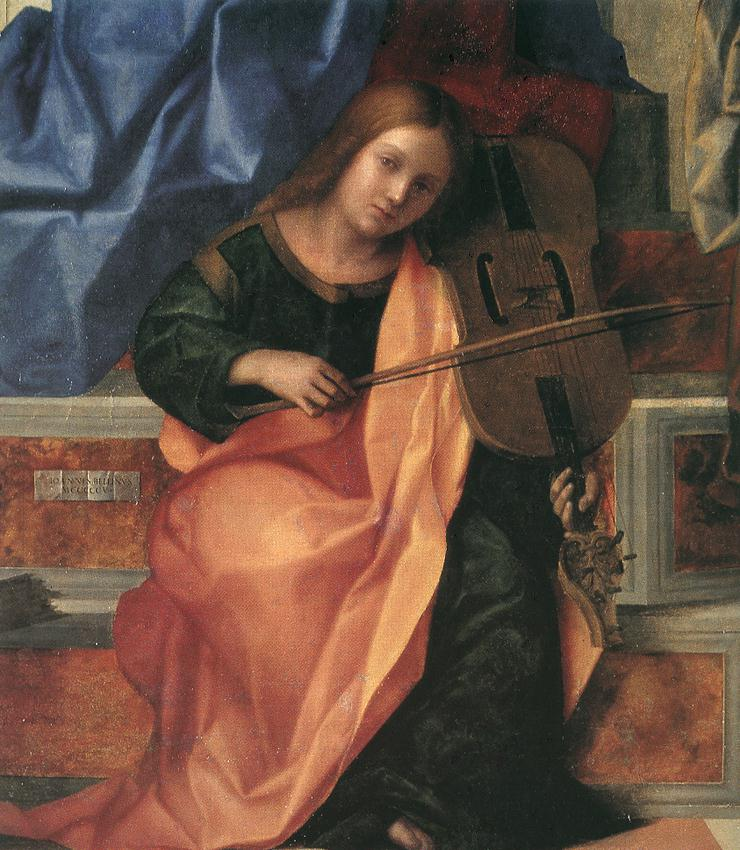
Ange musicien de Giovanni Bellini, Sacra Conversazione, vers 1505 (Venise).

Désignée dans l'expression « lira citatoria » (pour recitatoria) par une source vénitienne en 1492, la lira da braccio est citée pour la première fois en 1533 par le théoricien Giovanni Maria Lanfranco (qui utilise le terme la lyra de sept cordes), et décrit son accord : do – do' / sol – sol' – ré' – la' – mi. La lira est conçue alors pour accompagner les versets chantés par les poètes humanistes, comme Pétrarque au XIVe siècle et ses imitateurs plus tard. Elle était populaire dans les cités italiennes du Nord, telles que Florence, Ferrare, Mantoue, Venise, etc. C'est dans ce rôle que la lira a connu un prestige qu'elle n'a jamais plus retrouvé parmi les instruments. D'entre ses interprètes figuraient plusieurs grands peintres, notamment Léonard de Vinci, qui, selon Emanuel Winternitz, a été largement considéré comme le doyen parmi les artistes interprètes ou exécutants sur la lira. 
L’émergence du madrigal et de son homologue instrumental, le consort, ainsi que le succès fulgurant du violon, plus vocal, a bientôt chassé la lira de sa position prééminente à la cour ; dans les années 1530, elle n'est plus utilisée que lors des grands fêtes dans les villes-États détenues par de puissantes dynasties, généralement sur scène, par des comédiens ambulants (dans les mains de Pantalone ou d'un charlatan : il devient parodique), associé à la présence du dieu Apollon, ou mélangé dans un ensemble proto-continuo.
Le Manuscrit Pesaro (Ms. Pesaro 1144), datant du milieu du XVIe siècle, est un important document pour l'histoire de la lira, puisqu'il contient un Passamezzo moderno (mouvement de danse) écrit en tablature pour lira. Découvert dans la ville de Pesaro, située sur la côte Adriatique, cet étrange manuscrit en forme de cœur lorsqu'il est ouvert,, mutilé, est le seul exemple conservé de musique écrite pour la lira da braccio (en raison du caractère improvisé de la pratique instrumentale), et suggère au moins la possibilité que l'instrument ait été utilisé à l'époque, comme instrument d'accompagnement de la danse (comme pouvait être le luth, dont on a en revanche, conservé des dizaines de manuscrits et d'imprimés). Son caractère harmonique et ses nombreuses tonalités praticables en auraient fait l'instrument idéal pour rendre la musique de danse à la mode de ce temps.
La basse du Passamezzo moderno :

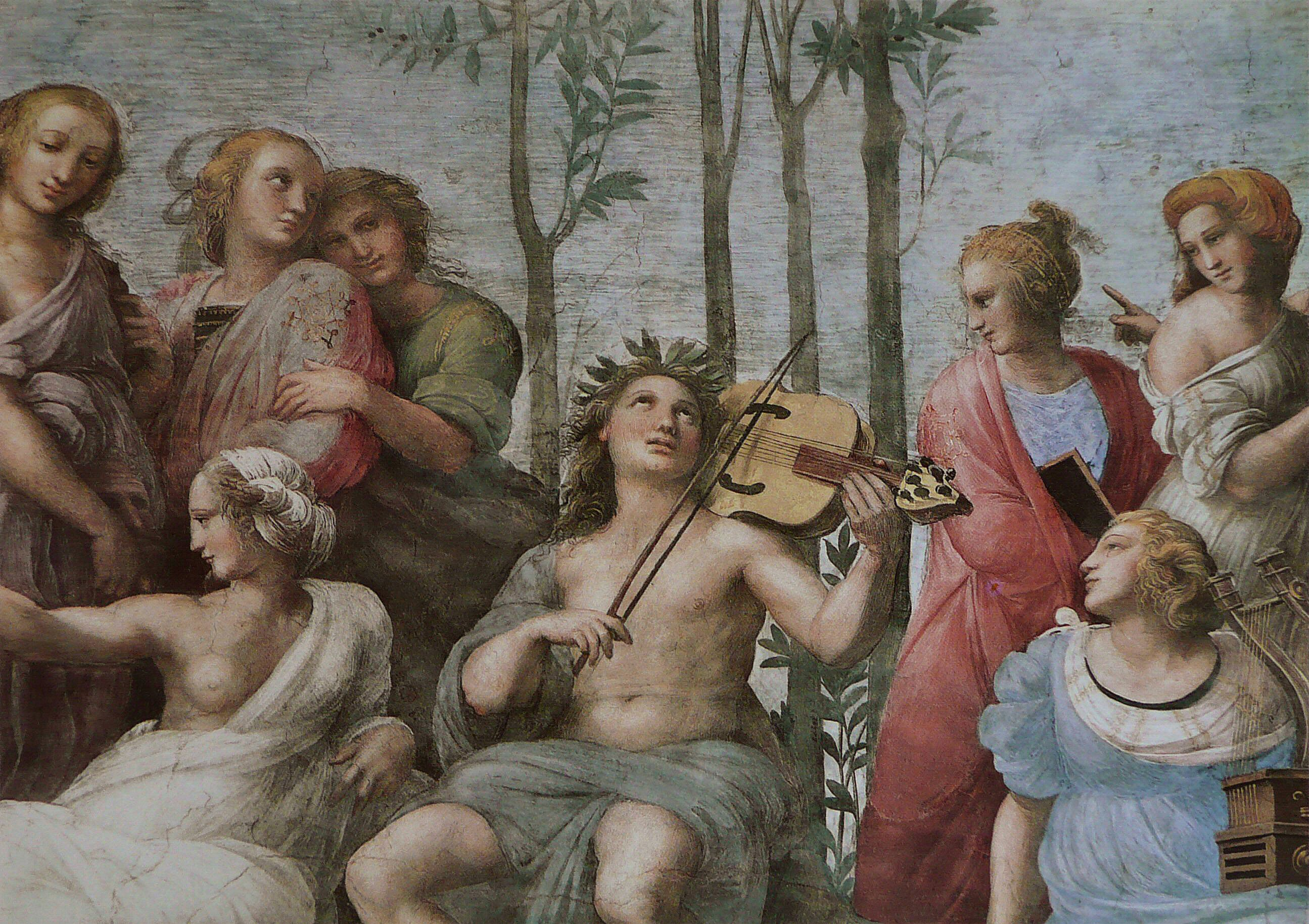
Apollon et les muses. Le Parnasse, fresque de Raphael vers 1510. Détail central : Apollon joue la lira da braccio (Palais du Vatican).

Le grand musicologue italien Benvenuto Maria Disertori a montré qu'il était possible de reconstituer des exemples très convaincants de la lira da braccio, dans ses premières formes, d'après des peintures méticuleuses et des dessins de Léonard de Vinci, Raphael, Giovanni Bellini, Vittore Carpaccio et de nombreux autres artistes de la fin du XVIe et du début du XVIe siècle, ouvrant ainsi de nombreuses possibilités intéressantes relatives à la recréation de la pratique de l'interprétation à la fin du XVe siècle. 

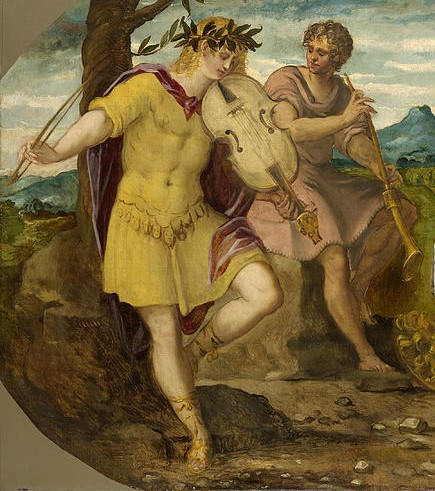
Le Tintoret - Le concours entre Apollon et Marsyas (1545) détail. Marsyas joue du pommer. Les Muses déclarèrent Apollon vainqueur et celui-ci le fit écorcher vif…

La lira da braccio est tombée en désuétude au milieu du XVIIe siècle. Elle est représentée pour la dernière fois dans une nature morte allégorique d'origine hollandaise, intitulée L'Ouïe, par Jan Brueghel l'Ancien (1618, Musée du Prado à Madrid). Dans l'opéra, elle apparaît une dernière fois dans le livret de Giacinto Andrea Cicognini, du Giasone (1649) de Francesco Cavalli :
Quand je chante, quand je danse

quand je joue de la lyre

toutes les dames s'enflamment et soupirent pour moi.
Marsile Ficin jouait très certainement de la lira da braccio, de même que Pic de la Mirandole s'accompagnait en chantant.
De nos jours, il faut citer Frédéric Martin, Baptiste Romain, Nicolas Sansarlat et Domitille Vigneron.

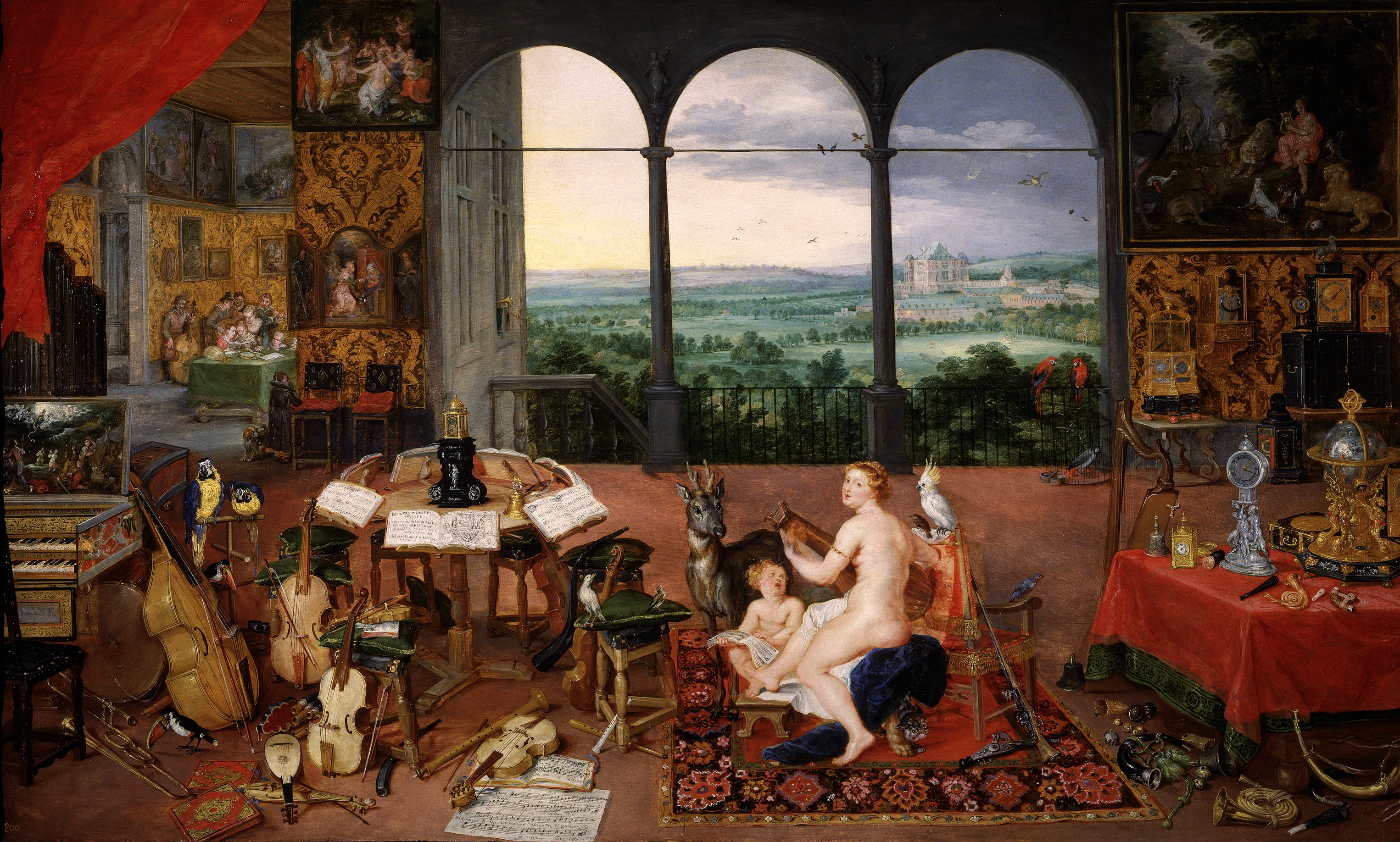
L'Ouïe, de Jan Brueghel l'Ancien (1618, Musée du Prado, Madrid)

## Discographie

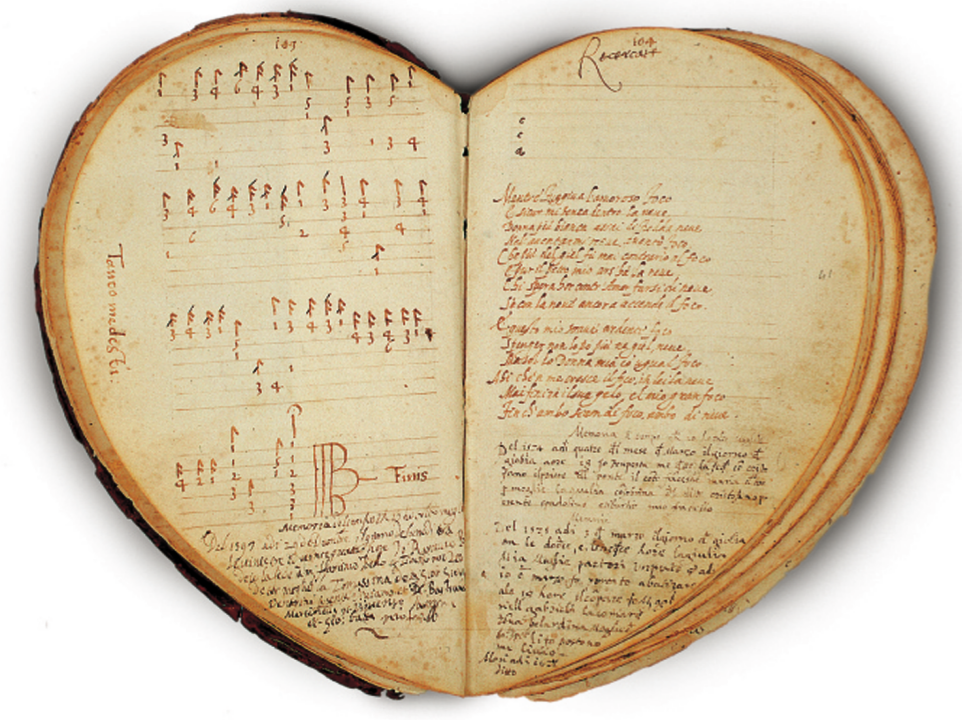
Le manuscrit 1144 de la Biblioteca Oliveriana de Pesaro (XVIe siècle). Une des rares sources de la Lira da braccio, notée en tablature.

- Sulla lira, la voix d'Orphée - Le miroir de musique : María Cristina Kiehr, soprano ; Giovanni Cantarini, ténor ; Brigitte Gasser, lirone & viole de gambe ; Baptiste Romain, lira da braccio & violon renaissance ; Julian Behr, luth renaissance & chitarrone (septembre 2014, Ricercar) (OCLC 903960299)